# Heerlijkheid Pietersheim

Wapen voor 1405 (Wapenboek Beyeren), de leeuw komt in gewijzigde vorm voor als hartschild van het Wapen van Lanaken

De waterburcht

Pietersheim (of: Pietersem) is een heerlijkheid die bestond van de 11e eeuw tot 1794. Het was een leen van het graafschap Loon. Staatsrechtelijk was Pietersheim een rijksbaronie, dat wil zeggen een baronie die rijksvrijheid bezat.
De heerlijkheid werd genoemd naar het gehucht Pietersheim, met het kasteel Pietersheim waarvan de oudste archeologische vondsten (zie Waterburcht Pietersheim) teruggaan tot het laatste kwart van de 11e eeuw. De belangrijkste plaats in de heerlijkheid was echter het toenmalige dorp Lanaken, waarnaar de Ferrariskaarten de heerlijkheid seigneurie de Lonaken noemen. Andere woonplaatsen in de heerlijkheid waren de toenmalige gehuchten Bessemer, Pietersheim, Hocht, Smeermaas, Briegden en Caberg.
In 1449 kwam de heerlijkheid, door huwelijk van Richard II van Merode met Beatrix van Pietersheim, uiteindelijk in bezit van het Huis Merode, waardoor Johan IV van Merode de eerste heer van Pietersheim was. De hieruit voortvloeiende tak wordt wel de tak Van Merode-Pietersheim genoemd. De heerlijkheid Pietersheim bleef in bezit van het huis Merode, tot zij in 1794 werd opgeheven.

## Graafschap Hocht
Pietersheim kon uitgroeien tot rijksbaronie doordat de heerlijkheid in de 10e eeuw het machtscentrum van een Maaslands graafschap vormde. Dit graafschap ging later op in het graafschap Loon, maar desondanks behield Pietersheim zijn rijksvrijheid.
Al in 922 werd een burcht genoemd met de naam Harburgum, waarschijnlijk gelegen in het nabije Herbricht. Een oorkonde uit 952 heeft het over de pago Huste, waaruit Baerten afleidt dat toen Hocht een regionale hoofdplaats was. De twee burchten zouden de kern geweest zijn van een post-Karolingische gouw die het zuidwestelijke deel van de Maasgouw omvatte. Dit "graafschap Hocht" grensde in het zuiden aan Maastricht en Munsterbilzen (twee Luikse bezittingen) en in het noorden aan Ophoven (dat behoorde tot Casallum in de naburige Maasgouw).
Het graafschap Hocht maakte deel uit van het comitatu Ruodolfi, d.i. het graafschap van Rudolf II. Rudolf behoorde tot het geslacht der Reniers en was ook graaf van Haspinga en de Maasgouw. Historici geven twee mogelijke verklaringen voor de personele unie tussen Hocht en Haspinga. Ten eerste kan Rudolf de zoon zijn uit een huwelijk tussen een Renier en een telg uit een ander machtig geslacht, de Balderiks. In dat geval had Rudolf Haspinga geërfd. Anderzijds is geweten dat Otto de Grote enkele opstandige Reniers uit hun gebieden verdreef. Hij kan Hocht dus aan de Reniers ontnomen hebben en het aan de Balderiks geschonken hebben.
Door vererving werden de gouwen Hocht, Haspinga en Maasland weer gescheiden. Rudolfs (klein)zoon Arnulf van Haspinga voegde Hocht en Haspinga samen tot het "graafschap Loon", tussen 1030 en 1040. Als hoofdplaats van het geheel koos hij Borgloon, aangezien deze stad aan de handelsweg Brugge-Keulen lag. Hocht verloor dus zijn functie als hoofdplaats, maar behield een belangrijke rol binnen Loon. In de 11e eeuw lieten de landsheren een nieuwe burcht bouwen te Pietersheim, waarnaar hun heerlijkheid zich voortaan noemde. Op de plaats van de oude burcht stichtten ze omstreeks 1186 de abdij van Hocht.